# Exyston chamaeleon
Exyston chamaeleon är en stekelart som beskrevs av Mason 1959. Exyston chamaeleon ingår i släktet Exyston och familjen brokparasitsteklar. Inga underarter finns listade i Catalogue of Life.